# Rhyticeros subruficollis
Aceros subruficollis là một loài chim trong họ Bucerotidae.